# Апхаїдзе Шалва Миколайович
Апхаїдзе Шалва Миколайович — (20 липня 1894 — 21 лютого 1968) — грузинський поет, літературний критик і перекладач. Член КПРС з 1945.
Переклав грузинською мовою поезії Тараса Шевченка «Чи ми ще зійдемося знову?», «Закувала зозуленька», «Бували войни й військовії свари», що ввійшли до грузинських видань Шевченка «Вірші і поеми» (Тбілісі, 1939, 1952), «Вибране» (Тбілісі, 1961).